# Халкон
Халкон (грч. Χαλκών) је у грчкој митологији било име више личности.

## Митологија
1. У Хомеровој „Илијади“, био је Батиклеов отац.[1]
2. Друго име за Халкодонта, једног од Хераклових противника. Наиме, тако га је називао Теокрит.[2]
3. Према Хомеру, Еустатију и Диодору, био је један од телхина.[3]